# SI-LA-GI (Szabolcs Szilágyi)
SI-LA-GI (Szabolcs Szilágyi) (Tokaj, 1949. szeptember 17. –) magyar festőművész, mixed média művész.

## Élete, munkássága
SI-LA-GI (Szabolcs Szilágyi) 1949 szeptember 17.-én arisztokrata családba született Tokajban. 1966-ban Olaszországon keresztül Svédországba emigrált. Tanulmányait a Stockholmi Képzőmuvészeti Akadémia festő szakán, majd a Stockholmi Egyetem Művészettudomány szakán folytatta.

## Egyéni kiállítások
- 1980 – "A" art projekt, Moderna M., Stockholm
- 1981
  - Szabolcs Szilágyi's art projekt, Grand Palais, Centre George Pompidou
  - Musée d'art moderne de la Ville de Paris, Párizs
- 1984
  - Shelters project, Stockholm
  - Changelling, G. Värnamo
- 1985 – Aspect of Change, G. Lang, Malmö
- 1986 – Anatomy of time, G. Q., Stockholm
- 1987 – "Surf teaching for zen beginners and 114 years", Szigliget
- 1991
  - Egyesült érzékek művészete, Ernst Múzeum, Budapest (kat., retrospektív kiállítás)
  - Semmi, illúzió, nothing, Óbudai Pincegaléria, Budapest
- 1992 – Szabolcs Szilágyi, G. Isabelle, Stockholm
- 1993 – Mirrors of the VOID, "Time making", G. de Luxembourg, Luxemburg
- 1994 – Inner doors, Pécsi Galéria, Pécs
- 1995 – Seven days, seven pictures, BEI/EIB, Luxemburg
- 1996
  - Dream about thinking I., I. G. de Luxembourg, Luxemburg (kat.)
  - Foot-Notes, The European court of Justice, Luxemburg
  - Boltanski, Perez, Serrano, Szabolcs Szilágyi, G. de Luxembourg, Luxemburg
- 1998 – Dialogues, Le Cercle bleu, Metz (FR)
- 1999 – Álom a gondolkodásról II., Fészek Galéria, Budapest
- 2000
  - The go-between (Sophie Calle, Nan Goldin, Sam Samore, Szabolcs Szilágyi), G. Erna Hécey, Luxemburg
  - Függő kert. Hanging Garden, Fészek Galéria, Budapest

## Válogatott csoportos kiállítások
- 1970 – Art contemporary, Bridgeport (USA)
- 1980 – G. Forum, Stockholm
- 1982 – Galerie N.R.A., Párizs • Tisztelet a szülőföldnek. Külföldön élő magyar származású művészek II. kiállítása, Műcsarnok, Budapest
- 1983 – Salon independant, Stockholm
- 1984 – Meglökött csendélet, Fészek Galéria, Budapest
- 1985
  - Modern grafikák, Szépművészet Múzeum, Budapest
  - Rosa, rosa, neurosa..., a XX. század képzőművészete magyar magángyűjteményekben 2., Budapest Galéria Lajos u., Budapest
- 1992 – Aritmia I., Uitz Terem, Dunaújváros
- 1993 – Variációk a pop artra - Fejezetek a magyar képzőművészetből, Ernst Múzeum, Budapest
- 1994 
  - 80-as évek – Képzőművészet, Ernst Múzeum, Budapest
  - Speculum, Első Magyar Látványtár, Diszel
  - Budapest Galéria, Lajos u., Budapest
- 1995
  - Jelentés a megtett útról, Első Magyar Látványtár, Diszel
  - Szombathelyi Képtár, Szombathely
  - Helyzetkép / Magyar szobrászat, Műcsarnok, Budapest
  - Nemzetközi Grafikai Biennálé, Ljubljana
  - International independente Exhibition of prints, Kanagawa
- 1996
  - Galerie Cottheim, Knokke
  - Egy gondolat bánt engemet, hogy egy gondolat bánt engemet, Műcsarnok, Budapest
  - International print b., Sapporo
- 1997 – Mindenkinek kenyér és rózsa, Első Magyar Látványtár, Diszel
- 1998 – Remekművek és remek művek, Első Magyar Látványtár, Diszel
- 1999 – Rondo, Kortárs Művészeti Múzeum/Ludwig Múzeum, Budapest
- 2000
  - Művészettel az új évezredbe, Városligeti-tó
  - Dialógus. Festészet az ezredfordulón, Műcsarnok, Budapest
- 2001
  - Szobrászaton innen és túl, Műcsarnok, Budapest
  - Everyday there is something different, Galerie Erna Hécey, Luxemburg.

## Művek közgyűjteményekben
- Collection de la BCEE (Facettes de la Photographie Contemporaine), Luxembourg
- Collection de la BEI-EIB, Luxembourg
- Kortárs Művészeti Múzeum/Ludwig Múzeum, Budapest
- Szépművészet Múzeum, Budapest
- Tunnelbanan, Stockholm.

## Köztéri művei
- Hommage (vegyes technika, 1983, Tunnelbanan, Stockholm)
- Változó folytonosság (vas, fényújság, 2000, Budapest, West-Hilton Szálló).